# 美国陆军第1装甲师
美国陆军第1装甲师（英語：U.S.Army 1st Armored Division），绰号“老勇士”（Old Ironsides），隶属于美国陆军第3军。
第1装甲师适合担任突破、纵深攻击和追击任务。进攻的纵深可达60千米以上，可一次歼灭敌一个装甲或机步团。防御战役中，第1装甲师可在军的编成内防守正面30－60千米、纵深50－70千米的防御地带，抗击一个集团军的进攻。还可作为军的预备队，利用其快速机动性和强大装甲突击力，对楔入防御之敌实施反突击。
该师的重型装备数量多，体积大，无法进行大规模空运，缺乏整体的快速战略机动能力。该师的主战坦克、战斗车辆在密集丛林、山区和水网地形上的作战能力有限，不适宜城市化地形作战。战斗时损耗巨大，后勤保障不足。第1装甲师全速突击时，每日消耗燃料60万加仑，至少需用120车次运输保障，需要另外得到空军的运输支援。

## 战斗序列

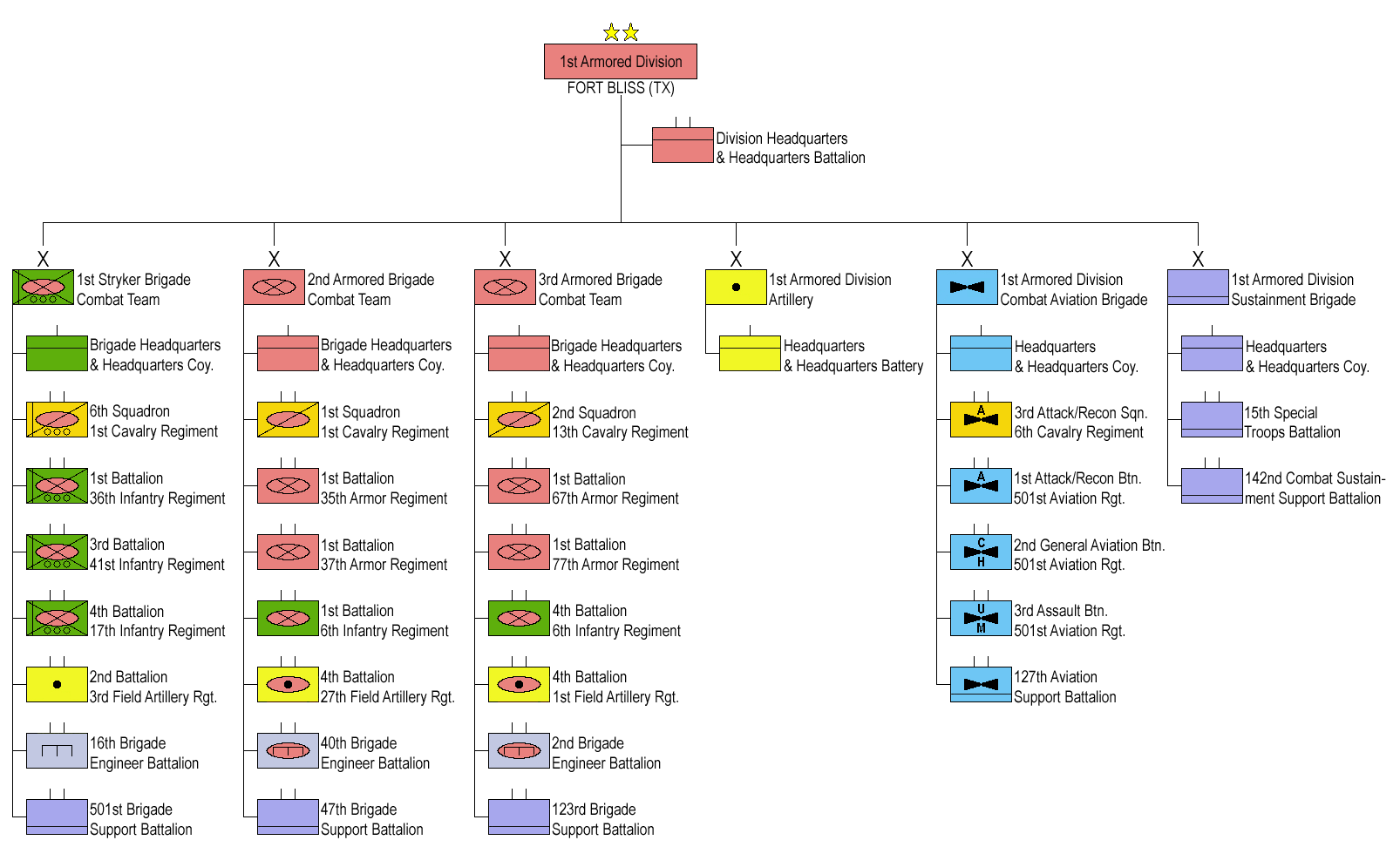
第1装甲师战斗序列

在驻地移至德克萨斯州布里斯堡后，第1装甲师就按照新的模块化编制进行了重组。重组后，可以进行部署的最小机动单位由师变成了旅。该师下辖3个旅级战斗队（BCT），1个战斗航空旅（CAB）,1个师属炮兵旅和1个支持旅。
2015年春季后，第3旅级战斗队在从阿富汗归来后即退出现役，其下属机动单位被分给剩余的三个旅级战斗队。第4旅级战斗队则被改名为第3旅级战斗队。
第1装甲师下辖以下单位：
- 师部和师部营
- 第1装甲旅级战斗队[3]
  - 旅部和旅部连
  - 第1骑兵（侦察）团 第6营
  - 第37装甲团 第2营
  - 第70装甲团 第4营
  - 第36步兵团 第1营
  - 第3野战炮兵团 第2营
  - 第16旅工兵营
  - 第501旅支援营
- 第2装甲旅级战斗队[4][5]
  - 旅部和旅部连
  - 第1骑兵（侦察）团 第1营
  - 第35装甲团 第1营
  - 第37装甲团 第1营
  - 第6步兵团 第1营
  - 第27野战炮兵团 第4营
  - 第40旅工兵营
  - 第47旅支援营
- 第3装甲旅级战斗队[6]
  - 旅部和旅部连
  - 第13骑兵（侦察）团 第2营
  - 第67装甲团 第1营
  - 第77装甲团 第1营
  - 第6步兵团 第4营
  - 第1野战炮兵团 第4营[2]
  - 第2旅工兵营（2015年6月，改编自BSTB）
  - 第123旅支援营
- 第1装甲师师属炮兵（前第212火力旅）[7][8]
  - 指挥部和指挥部连
- 第1装甲师战斗航空旅“铁鹰”
  - 旅部和旅部连
  - 第6骑兵团 第3营（重型攻击-侦察营）[9][10]
  - 第501航空团 第1攻击营
  - 第501航空团 第2通用航空营
  - 第501航空团 第3突击营
  - 第127航空支援营
- 第1装甲师支援旅[11]
  - 旅部和旅部连
  - 第15特种作战营
  - 第142战斗支援营

2018年9月，美国陆军宣布将于2019年春季开始将第1装甲师的第1斯特赖克旅级战斗队改编成1个装甲旅级战斗队，使该师成为一支全装甲部队。